# Boeselager Hof

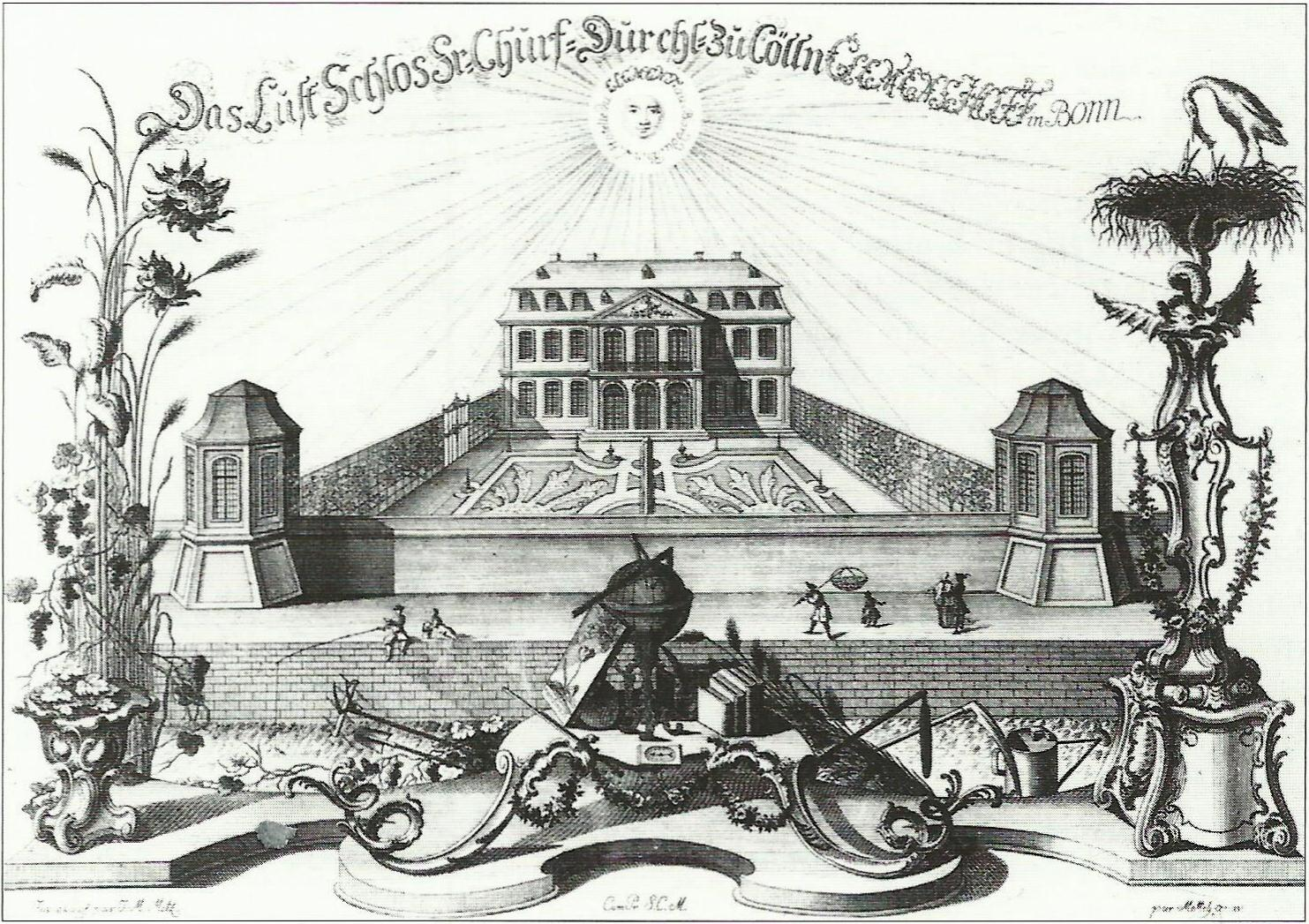
Clemenshof, Kupferstich von Nikolaus Mettely nach Johann Martin Metz (um 1760)

Der Boeselager Hof (auch Boeselagerer Hof, zuvor Clemenshof, Plettenberger Hof und Belderbuscher Hof) war ein barockes Stadtpalais in Bonn, das von 1715 bis 1719 als Erweiterung einer bis auf das 13. Jahrhundert zurückgehenden Hofanlage entstand und im Zweiten Weltkrieg 1943/44 zerstört wurde. Es befand sich am Rheinufer im sogenannten Rheinviertel südlich der später erbauten Rheinbrücke. An der Stelle des ehemaligen Hofs befindet sich heute die Oper Bonn.

## Geschichte

### Hof zum Sack
Das Palais ging auf einen Hof zurück, der sich bereits für das 13. Jahrhundert als ein „Zum Sack“ genanntes Haus nachweisen lässt und für diese Zeit als ein mit zwei hohen Giebeln die umliegenden Häuser überragendes Gebäude beschrieben wird. In diesem war von 1254 bis 1367 ein Bonner Ritter- und Schöffengeschlecht namens van me Sacke (de Sacco) ansässig.:149:177 1494 befand sich der Hof im Besitz des Birgittenklosters Seyen (auch Syon) in Köln. Bis 1581 war er in den des Kölner Antoniusklosters übergegangen, das den Hof in diesem Jahr an Privatleute veräußerte, denen jedoch die „gerichtliche Anerbung“ des Grundstücks verweigert wurde. Nach 1583 übergangsweise von dem Kölner Erzbischof Ernst von Bayern übernommen, wurde der Hof von diesem 1585 an seinen Kanzler Andreas von Gail und dessen Ehefrau abgetreten, die ihn nun – am 8. November 1585 – rechtmäßig von den privaten Vorbesitzern erwarben. Ein erneuter Eigentumswechsel erfolgte am 3. Oktober 1587 durch Verkauf an den damaligen Bonner Bürgermeister Franz Schlaun. Als nachfolgende Besitzer sind um 1620 eine Witwe Doctoris Bischoffs und anschließend ein Herestorf genannter Mann nachweislich. 1667 verzeichnet das Häuserverzeichnis den Hof als Besitz von Johann Christian Aldenhoven und beschreibt ihn als Haus einschließlich „Hintergehäus“ und Garten mit einer Fläche von 111 Ruthen. Ab 1693 besaß das Birgittenkloster Marienforst bei Godesberg den Hof.:150 Dieses verkaufte ihn im Jahre 1709 – die gerichtliche Anwerbung datiert vom 30. September – für 5000 Reichstaler zuzüglich einer Verzicht genannten Verkaufsabgabe von 250 Reichstalern an Freiherr Maximilian Henrich von Westrem, Komtur des Malteserordens und Herr zu Herwegh.:150 Am 7. Juli 1714 erwarb Philibert de Chabod, ein aus Savoyen stammender kurkölnischer Generalfeldzeugmeister und Graf von Saint Maurice und Saint Joyre, von Heinrich von Westrem für 9000 Reichstaler sowie 100 Dukaten Verzicht das genannte Anwesen. Es war bis zu diesem Zeitpunkt bereits um einen angrenzenden Garten vergrößert worden.

### Ausbau zum Palais
Chabot war ein Vertrauter von Kurfürst Joseph Clemens von Bayern, dem er bei dessen Flucht nach Frankreich (1702) gefolgt war. Den Hof in Bonn erwarb er, als die – schließlich im Februar 1715 erfolgte – Rückkehr des Kurfürsten aus dem Exil bereits absehbar war, blieb aber auch danach zunächst noch zur Abwicklung von Geschäften in Paris.:151 Von 1715 bis 1719 ließ Chabot die bisherige Hofanlage nach Ankauf einiger weiterer benachbarter Gartengrundstücke und dem Bau einer diese umgebenden Mauer um einen neuen Flügel zu einem (Stadt-)Palais erweitern, das seiner Stellung am kurfürstlichen Hofe entsprach. Der Entwurf für den Umbau stammte aus der Werkstatt des französischen Baumeisters Robert de Cotte, der für die Bauprojekte des Kölner Kurfürsten 1715 zunächst Benoît de Fortier und, diesen ablösend, im März 1716 Guillaume d’Hauberat als Bauleiter nach Bonn entsandte. Das Palais wird daher in der Regel als Werk (eines) dieser beiden Architekten bezeichnet, wobei d’Hauberats Urheberschaft als gesichert gilt.:152

### Plettenberger Hof/Clemenshof
Nach dem Tod Chabots am 4. August 1719 gelangte der Hof in den Besitz von dessen Witwe, der Tochter des Generals in spanischen Diensten Tserclaes de Tilly. Sie veräußerte ihn am 20. Mai 1722 für 24.000 Reichstaler an Clemens August von Bayern, den in diesem Jahr zum Koadjutor mit Recht auf Nachfolge gewählten späteren Kurfürsten und Erzbischof von Köln. Der Kauf des Hofs erfolgte mit dem Ziel, ihn aus Dankbarkeit – insbesondere über die Hilfe bei der Sicherung der Bischofsstühle von Münster und Paderborn – Ferdinand von Plettenberg zu schenken, der folglich auch (gemeinsam mit d’Hauberat) im Auftrag den Kaufvertrag unterschrieb.:152 Er stieg nach dem Antritt von Clemens August als Erzbischof und Kurfürst 1723 zum Obristkämmerer auf und übte als leitender Minister weitgehend die Regentschaft in Kurköln aus. Plettenberg ließ den bisherigen Hof zum Sack und nunmehr Plettenberger Hof genannten Adelssitz weiter ausbauen und prächtig ausstatten. Der Bauherr verpflichtete dafür nacheinander folgende Architekten als Bauleiter: von 1723 bis 1725 Guillaume d’Hauberat, von 1725 bis 1729 Johann Conrad Schlaun und von 1729 bis 1733 Michael Leveilly; als Stuckateur wirkte Domenico Castelli und als Dekorationsmaler Stephan Laurenz de La Roque.:153 Die zugleich durchgeführte Umgestaltung der Gartenanlage geht auf einen Plan zurück, der aufgrund seiner Bekanntschaft mit Plettenberg und aus stilistischen Gründen Dominique Girard oder dem Dessinateur Moreau zugeschrieben wird.:153 f. Eine Hofintrige führte 1733 zur Entlassung Plettenbergs und seiner Verbannung vom Bonner Hof durch den Kurfürsten, in Folge derer er nach Wien abreiste.
Das zurückgelassene Palais wurde zunächst noch von einem Hofrat Braumann weiterbewohnt. Im Herbst 1734 nahm Clemens August schließlich das Geschenk an Plettenberg zurück und ließ den Hof beschlagnahmen, sodass Braumann ihn umgehend verlassen musste. Als neue Bewohner bezogen nach kurfürstlicher Anweisung der münstersche Kammerpräsident Twickel sowie zwei Sekretäre den Hof. Plettenberg erhob in Wien ab Oktober 1734:155 mehrfach Klage gegen diese auf keiner juristischen Grundlage beruhenden Enteignung.:154 Erst seine Witwe Bernhardine von Westerholt-Lembeck erhielt schließlich am 19. März 1746 auf dem Wege eines offiziellen Kaufvertrags eine Zahlung von der kurfürstlichen Hofkammer in Höhe von 13.333 Reichstalern. Für die Verwaltung des Hofs war bereits ein kurfürstlicher Verwalter eingesetzt worden. Als Bezeichnung des Hofs, der zeitweise bezugnehmend auf die Herkunft des Kurfürsten auch als Hôtel de Bavière bekannt war, findet für die nachfolgende Zeit nun auch der Name Clemenshof Verwendung. Das Palais wurde Diplomaten am kurkölnischen Hof als Gästehaus zur Verfügung gestellt und zu prunkvollen Festlichkeiten genutzt. In dieser Zeit erfuhr das Anwesen durch den Ankauf einiger Häuser an der Mühlengasse (1945 untergegangen), darunter eines im Jahre 1754, eine Vergrößerung zum Rhein hin.:155
1761 endete mit dem Tod des Erzbischofs und Kurfürsten Clemens August die bisherige, weitgehend höfisch geprägte Nutzung des Hofs. Es diente zunächst als Unterkunft für die Deputierten des Kölner Domkapitels, die bis zur Neuwahl eines Erzbischofs mit der Verwaltung des Kurfürstentums beauftragt waren. Da Bonn vom 5. März bis 15. Juli 1761 im Zuge des Siebenjährigen Krieges von französischen Truppen besetzt war, wurde der Clemenshof zur Demonstration der Unabhängigkeit des Domkapitels von kurkölnischen Soldaten bewacht.:156

### Belderbuscher Hof
Unter dem ab 1761 amtierenden Nachfolger Clemens Augusts als Erzbischof und Kurfürst, Maximilian Friedrich von Königsegg-Rothenfels, begannen unmittelbar Anstrengungen für eine Konsolidierung der Staatsfinanzen. Sie führten unter anderem auch zum Verkauf des Clemenshofs am 17. Januar 1762 an den Freiherrn Ignaz Felix von Roll zu Bernau, einen Deutschordensritter, für 22.800 Florins.:157 Am 29. Juli 1772:148 veräußerte Roll den Hof, der sich diese Transaktion vom Hochmeister des Deutschen Ordens Karl Alexander von Lothringen genehmigen und den erfolgten Verkauf ratifizieren lassen musste, an Carl Leopold von Belderbusch.:158 Dieser war der Neffe und vorgesehene Haupterbe des kinderlosen kurkölnischen Premierministers und Deutschordensritters Caspar Anton von Belderbusch, auf dessen Betreiben hin Carl Leopold noch im jugendlichen Alter eine Reihe von Dienstgraden und Titeln erhielt sowie 1772 auch zum Vizepräsidenten des Hofrats ernannt wurde. Aufgrund seiner dienstlichen Verpflichtungen sowie der ebenfalls 1772 erfolgten Hochzeit mit Franzisca von Ullner sollte Carl Leopold ein residenznahes, standesgemäßes Domizil zur Verfügung stehen. Caspar Anton von Belderbusch konnte den dafür vorgesehenen Clemenshof als Deutschordensritter nicht für seinen Neffen erwerben, ohne dass der Besitz im Falle seines Todes der dem Orden zufallenden Erbmasse zugerechnet worden wäre.:159 Zwar erfolgte der Verkauf des Clemenshofs laut rechtsverbindlichem Vertrag vom 29. Juli 1772 an Caspar Anton von Belderbusch, doch bezieht sich die Ratifizierung des Verkaufs durch den Hochmeister des Deutschen Ordens vom 18. August 1772 auf einen Vertrag zwischen Roll und Carl Leopold von Belderbusch.:163 Zudem leistete Carl Leopold eine Anzahlung in Höhe von 8000 Reichstalern mittels eines am 1. November 1772 eingelösten Solawechsels und gab Roll gegenüber ein rechtsverbindliches Schuldanerkenntnis ab, der er auch später durch eine weitere Abschlagszahlung am 9. April 1776:170 in der vorgesehenen Höhe von 2000 Reichstalern teilweise Folge leistete. Finanziert wurden diese Zahlungen über die Verpfändung von Obligationen, die Caspar Anton von Belderbusch übernahm bzw. auslöste.:170
Als Besitzer des Hofs galt daher nunmehr Carl Leopold von Belderbusch, der als solcher auch im Registereintrag zum Stadtplan Bonns von 1773 eingetragen ist. In der Folgezeit waren als Bezeichnung des Anwesens sowohl weiterhin Plettenberger Hof als auch Belderbuscher Hof geläufig. Nach einem Großbrand am Kurfürstlichen Schloss Bonn am 15. Januar 1777 wurde der Hof zur vorübergehenden Unterkunft des Kurfürsten Maximilian Friedrich und einem Teil seines Gefolges.:164 Am 16. Januar 1779 ernannte Caspar Anton von Belderbusch seinen Neffen Carl Leopold zum kurfürstlichen Gesandten am französischen Hof, um diesen in Folge familiärer Auseinandersetzungen ohne Gefahr einer öffentlichen Affäre aus seinem Umfeld zu entfernen.:168 Daher trat Carl Leopold am 26. Februar 1779:170 – noch vor seiner Abreise aus Bonn am 2. März 1779:169 – das Palais an Caspar Anton von Belderbusch ab, der jedoch in dem Cessionsdokument genannten Vertrag über die Abtretung ohne nähere Angabe als Freiherr von Belderbusch genannt wird.:169 Caspar Anton verpflichtete sich damit, Carl Leopold die bereits geleisteten Abschlagzahlungen zu erstatten und den noch fälligen, sich auf 12.000 Reichstaler belaufenden Restbetrag einschließlich noch ausstehender Zinsen zu übernehmen.:169 Am 3./4. August 1779:182 erhielt der Freiherr von Roll als vormaliger Besitzer des Hofs den angefallenen Zinsbetrag sowie eine Abschlagszahlung in Höhe von 4000 Reichstalern – überbracht von Caspar Antons jüngstem Neffen Anton Maria Carl (1758–1820:173) – und am 1. Dezember 1779 die noch ausstehende Restsumme von 8000 Reichstalern. Somit war der Verkauf des Hofs an Caspar Anton von Belderbusch abgeschlossen:171; die gerichtliche Anerbung erfolgte 1782:182.
Belderbusch nahm das Palais nach dem Auszug seines Neffen Carl Leopold im Frühjahr 1779 umgehend in Besitz und ließ es in Ergänzung zu Schloss Miel als seinen privaten Wohnsitz und Rückzugsort einrichten. Die neu angeschafften Einrichtungsgegenstände wurden dem Vermögen des von Caspar Anton begründeten Familienfideikommiss zugerechnet.:172 Nach dem Tod Caspar Anton von Belderbuschs trat dessen jüngster Neffe, Graf Anton Maria Carl von Belderbusch, das Fideikommisserbe an und übernahm damit den Belderbuscher Hof.:174
Nach der Inbesitznahme des Linken Rheinufers durch französische Revolutionstruppen 1794 floh Anton Maria Carl von Belderbusch aus Bonn, kehrte aber bereits im Folgejahr zur Sicherstellung seiner von der Konfiskation bedrohten Güter – darunter des 1795 auf einen Wert von 27.000 Reichstalern geschätzten Belderbuscher Hofs – wieder in die Stadt zurück. Dort setzte er sich öffentlich im Interesse von Stadt und Land für eine Reduzierung der finanziellen Forderungen der Besatzungsmacht ein. Nach Einführung neuer Verwaltungsstrukturen nach französischem Vorbild (1798) wurde er 1801 in den Arrondissement- und in den Munizipalrat von Bonn gewählt. Nunmehr repräsentative Funktionen für die Stadt wahrnehmend, stellte er am 5./6. September 1804:183 den Belderbuscher Hof für einen feierlichen Empfang Napoleon Bonapartes und seiner Frau Josephine zur Verfügung.:174 1805 wurde Belderbusch zum Maire (Bürgermeister) von Bonn ernannt. 1813 marschierten im Zuge der Befreiungskriege russische Truppen in Bonn ein, deren Befehlshaber General Tettenborn sich mit seinem Stab im Belderbuscher Hof einquartierte.:176 Belderbusch, ab 1814 Oberbürgermeister von Bonn und ab 1816 Landrat des Landkreises Bonn, blieb bis zu seinem Tod im Jahre 1820 Besitzer des Hofs.:176

### Boeselager Hof
Nach dem Tod Belderbuschs 1820 erbte seine ihm als einziges Kind verbliebene Tochter Josephine (1804–1834) den Belderbuscher Hof. 1822 heiratete diese ihren Cousin Carl Freiherrn von Boeselager (1782–1859), Angehöriger eines westfälischen Adelsgeschlechts, in dessen Besitz der Hof auf diese Weise gelangte und nunmehr unter dem Namen Boeselager Hof bekannt war.:176 Albert von Boeselager veräußerte den Besitz im Jahr 1922 an die Stadt Bonn, die dort am 28. Juli 1928 eine Jugendherberge einrichtete. Am 2./3. November 1935 fielen der älteste Teil der Hofanlage und der Dachstuhl einem Brand zum Opfer und wurden abgebrochen.:176:184 1936/37 wurde das Palais restauriert und in ihm ein Museum eingerichtet.
Im Zweiten Weltkrieg erlitt der Boeselager Hof im alliierten Luftkrieg am 12. August 1943 schwere Beschädigungen und brannte bei dem verheerendsten der Bombenangriffe auf Bonn am 18. Oktober 1944 völlig aus; die Reste wurden abgetragen. Zur Erinnerung an das zerstörte Palais wurde 1955 die dort vorbeiführende vormalige Doetschstraße in Am Boeselagerhof umbenannt. An der Stelle des ehemaligen Boeselager Hofs entstand von 1962 bis 1965 das Bonner Opernhaus. Bei den Bauarbeiten wurde ein aus Münzen bestehender Silberschatz gefunden, dessen Existenz in den Familien von Boeselager legendenhaft bekannt war. Aus diesem Grunde hatte Albert von Boeselager seinerzeit beim Verkauf des Stadtpalais an die Stadt Bonn den vielleicht noch zu findenden Schatz explizit ausgeschlossen. Die Münzen wurden möglicherweise während des Dreißigjährigen Kriegs vergraben. Zwei zur Innenausstattung des Boeselager Hofs gehörende Wandteppiche von Jean-Baptiste Oudry aus der Zeit um 1750 hängen heute im Gobelinsaal des Alten Rathauses.

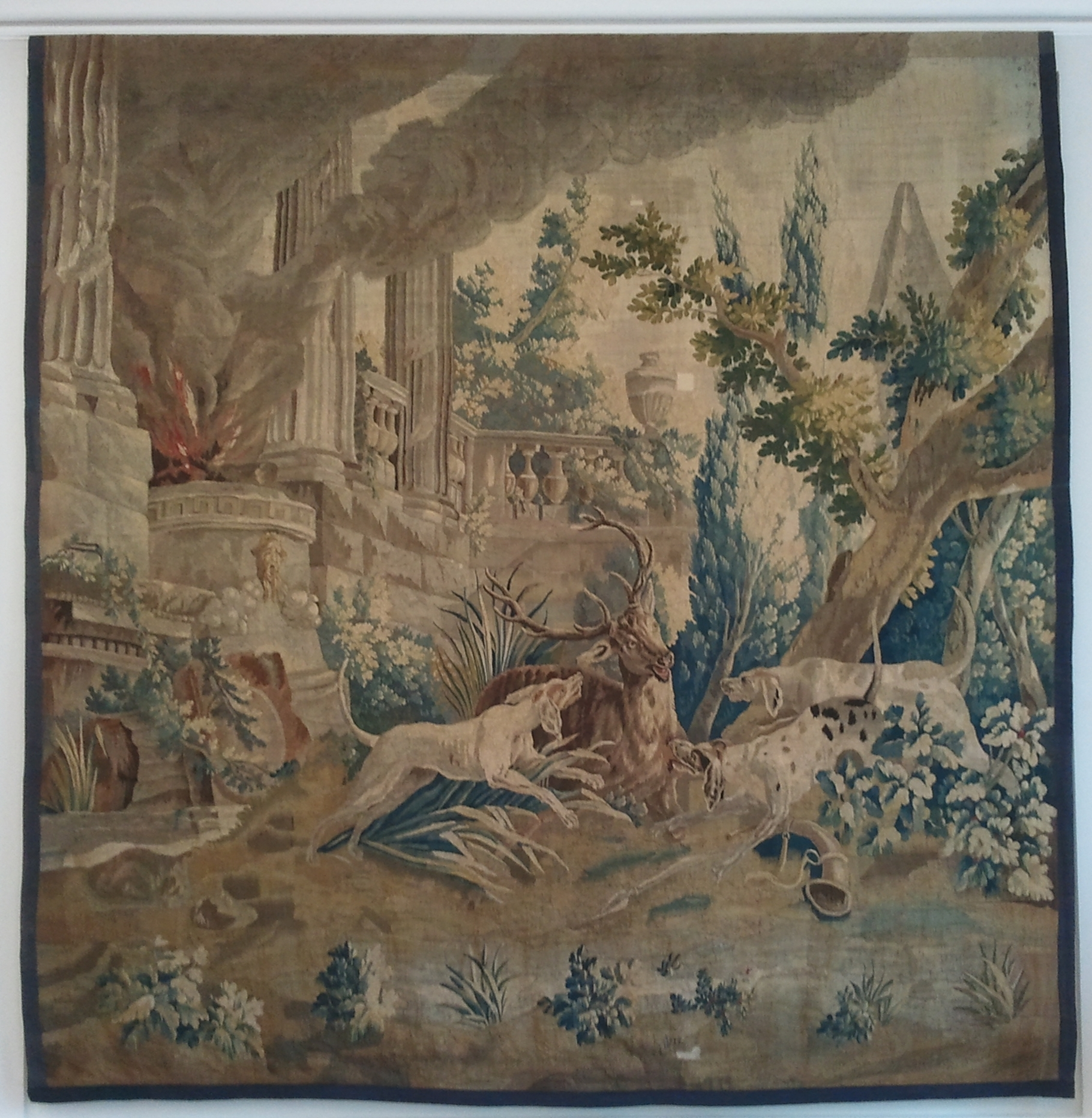
Wandteppich von Jean-Baptiste Oudry (um 1750), heute im Alten Rathaus

## Architektur
Der Boeselager Hof war ein zweigeschossiger, neunachsiger Backsteinbau mit Mansarddach. Die Garten- bzw. Rheinseite war als repräsentative Schauseite ausgebildet. Sie besaß einen dreiachsigen Mittelrisalit mit Dreiecksgiebel, der durch eine Freitreppe und einen Balkon betont wurde sowie rundbogige Fenstertüren aufnahm. Die Außenecken, die Ecken des Mittelrisalits und sein Erdgeschoss waren durch in Putz nachgebildetes Bossenwerk gegliedert. Der Balkon war auf plastisch durchgebildeten Konsolen aufgesetzt und mit schmiedeeisernen Gittern ausgestattet.:152 Die Innenausstattung umfasste wertvolle Möbel, Stuckdecken und Deckengemälde aus der Zeit von 1745 bis 1755.:153 Einige Stücke der künstlerisch wertvollen, hölzernen Innenausstattung, wie zum Beispiel Lambris und Türeinfassungen, befinden sich heute im Grassimuseum in Leipzig.
Die nach 1722 in barocken Formen neugestaltete Gartenanlage wurde zum Rhein hin durch einen Teil der zur mittelalterlichen Stadtmauer gehörenden Ufermauer begrenzt, in die zwei markante achtseitige Gartenpavillons integriert waren.:153:55 Diese prägten ebenso wie das Palais selbst insbesondere im 18. Jahrhundert die Silhouette des Bonner Rheinufers.:69

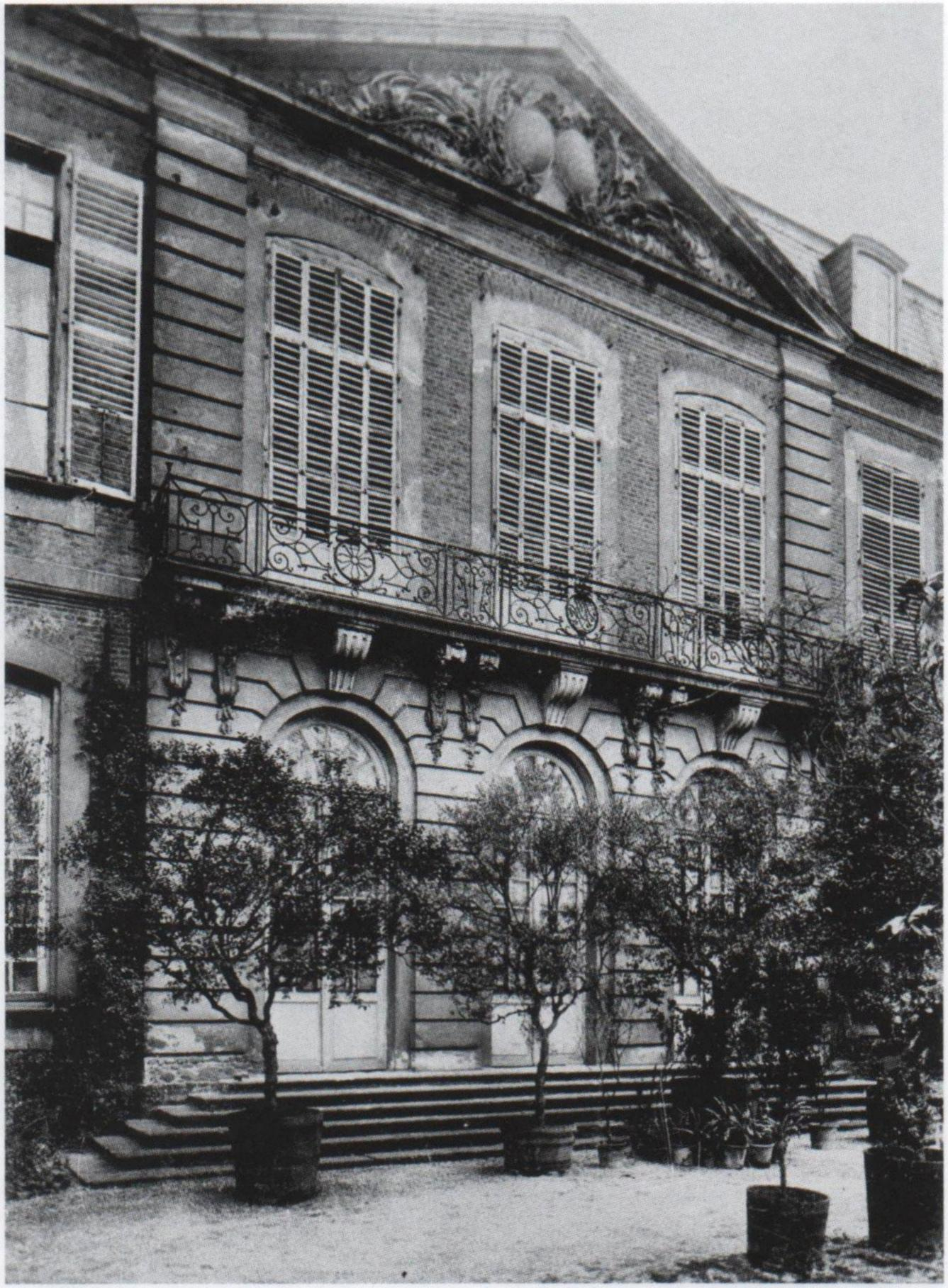
Boeselager Hof, Gartenfassade (vor 1905)
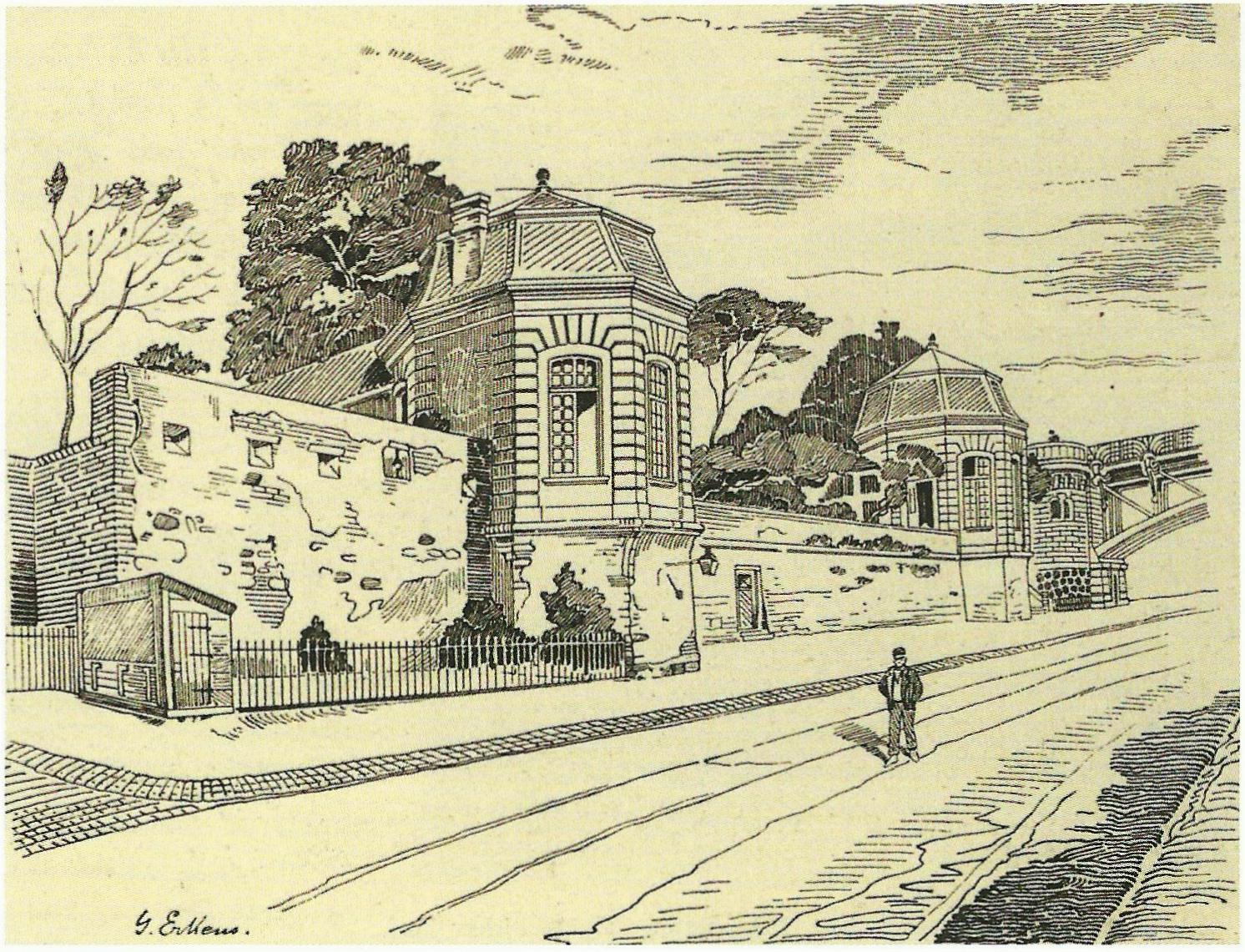
Gartenpavillons des Boeselager Hofs (um 1900)